# South Oxfordshire
South Oxfordshire är ett distrikt (motsvarande kommun) i grevskapet Oxfordshire i England, Storbritannien. Distriktet har 151 820 invånare (2022). Större orter är Didcot, Henley-on-Thames och Thame. Distriktets administration finns utanför distriktet i Abingdon-on-Thames. Distriktet är indelat i 87 civil parishes. 